# Thilo Berg

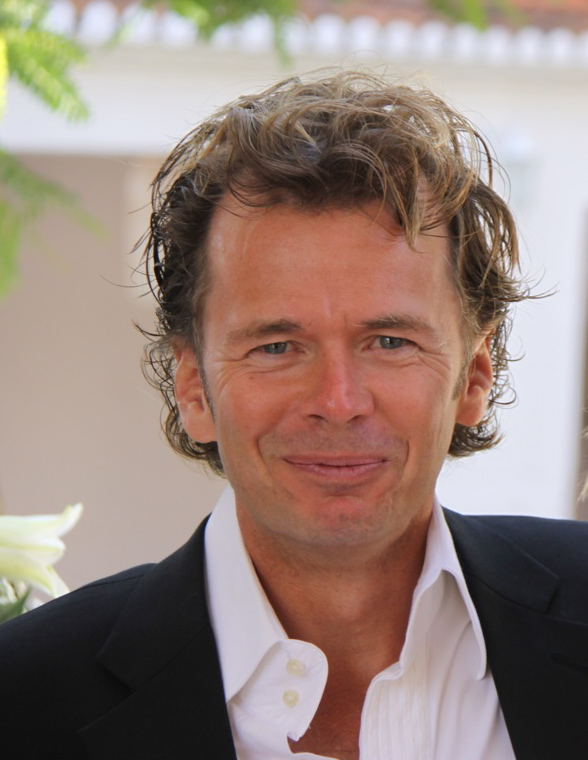
Thilo Berg

Thilo Berg (* 23. April 1959 in Dortmund) ist ein deutscher Schlagzeuger, der in den 1980er Jahren insbesondere als Bigband-Leader des Modern Jazz Beachtung gefunden hat.

## Leben und Wirken
Berg hat bei Hermann Gschwendtner ein klassisches Studium als Perkussionist absolviert und war von 1981 bis 2007 als Solo-Paukist und Schlagzeuger beim SWR Symphonieorchester tätig und bis 2008 in gleicher Position bei der Deutschen Radio-Philharmonie. Daneben arbeitete Berg in diversen Bands. 1986 gründete er seine Bigband, die mit Gastsolisten wie Barbara Dennerlein, Ack van Rooyen, Jiggs Whigham, Barbara Morrison, Silvia Droste, Jim Snidero, Slide Hampton, Bob Mintzer, Art Farmer und Bill Ramsey arbeitete. Zur bis 1993 bestehenden, international stark beachtetenden Band gehörten Musiker wie Till Brönner, Paul Heller, Peter Weniger, Ludwig Nuss, Mark Nightingale, Gerard Presencer, Martin Shaw und die Pianisten Hubert Nuss und Thilo Wagner. Die Arbeit der Big Band wurde auf drei Alben dokumentiert. Daneben hat Berg auch in kleineren Formationen mit Musikern wie u. a. Jack van Poll, Bobby Shew, Heiner Franz, John Gordon, Elaine Delmar oder Curtis Fuller gearbeitet.
1991 gründete Berg in Trippstadt das Jazz- und Klassik-Label Mons Records und arbeitete als Musikproduzent für Sony, BMG, Columbia und Universal. 1995 war Mons Records das erfolgreichste Indie-Label an den amerikanischen Jazzradiostationen (Gavin Report). Mons Records veröffentlicht ca. 15 Produktionen pro Jahr. Musik von Mons findet sich in diversen Filmproduktionen, u. a. in Doppelmord (Double Jeopardy) mit Tommy Lee Jones und Ashley Judd, sowie in US-amerikanischen TV-Shows (American Idol – so you think you can dance by Swingin' fireballs). Als Veranstalter produzierte Thilo Berg über 700 Jazz-, Klassik-, R&B- und Soul-Veranstaltungen. Neben Eigenproduktionen erarbeitete er für die Großindustrie Konzerte, Kick-off-Veranstaltungen und Gesellschaftsevents.

## Lexigraphische Einträge
- Martin Kunzler: Jazz-Lexikon. Band 1: A–L (= rororo-Sachbuch. Bd. 16512). 2. Auflage. Rowohlt, Reinbek bei Hamburg 2004, ISBN 3-499-16512-0.